# Jesuskirken

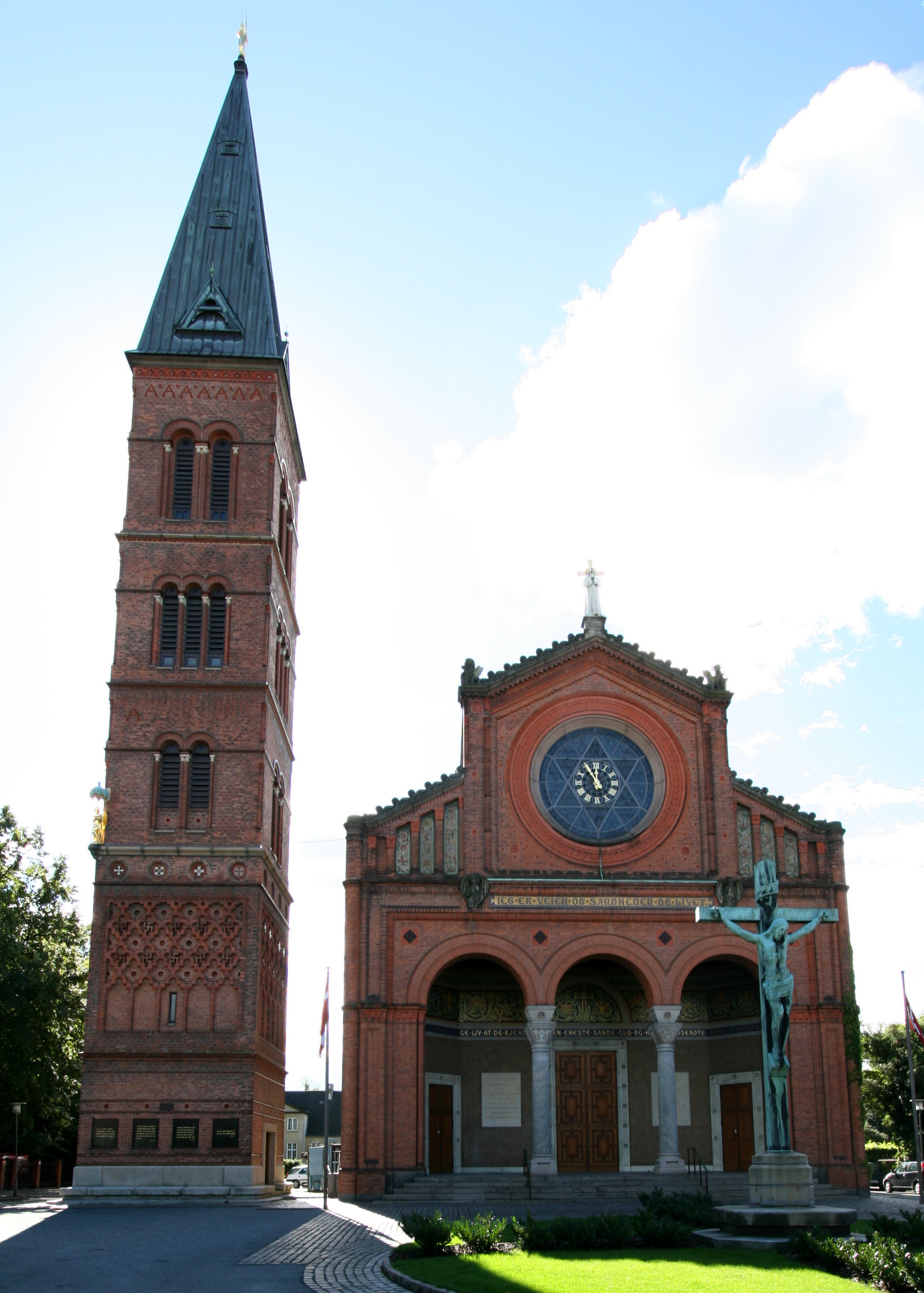
Jesuskirken

Jesuskirken i Valby i Köpenhamn är en av Danmarks mest särpräglade kyrkor. Den tillhör Köpenhamns stift. Kyrkan ritades av arkitekten Vilhelm Dahlerup för byggherren bryggare Carl Jacobsen. Jacobsens önskemål var att kyrkan skulle genljuda av vacker musik, och akustiken i kyrkan är god. Kyrkan har också två mycket fina orglar, däribland den enda orgel i Norden av den store franske orgelbyggaren Aristide Cavaillé-Coll.
Kyrkan är byggd som ett mausoleum för Carl Jacobsen och hans familj, bland andra hans mor Laura Holst. I kryptan under kyrkan finns familjens sarkofager. 
Kyrkan invigdes 15 november 1891, men det Jacobsenska familjekapellet, kryptan under kyrkan, invigdes redan 31 januari samma år. Klocktornet (kampanilen) stod färdigt först 1895.